# Monasterio de Sant'Anna in Camprena

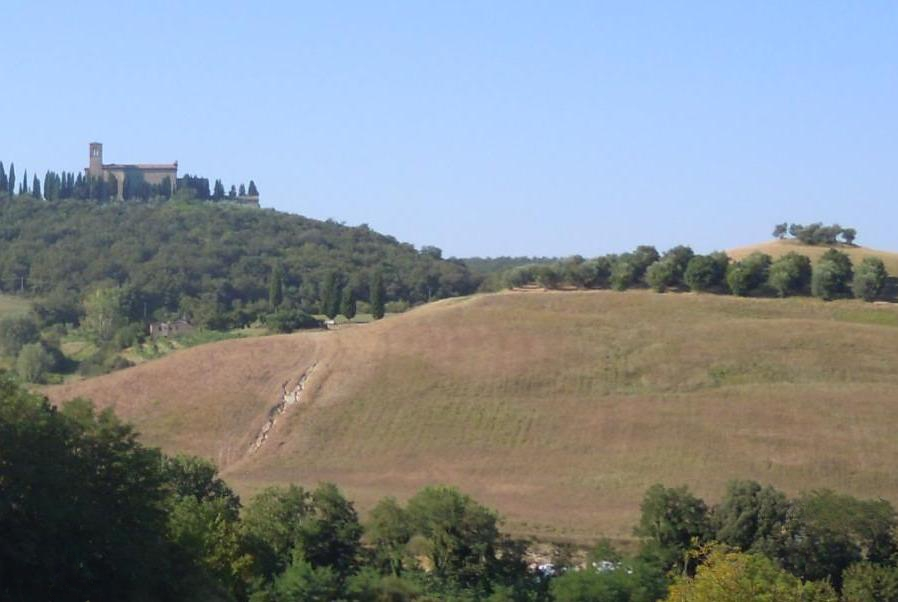
Emanuele Repetti, en el Dizionario Geografico Fisico Storico della Toscana, indica el origen del toponimo Camprena, que se identifica el monasterio de Sant'Anna, desde Campus Arenæ (en italiano campo de arcilla): el área en la que se encuentra el monasterio está en el borde de Crete Senesi.

El monasterio de Sant'Anna in Camprena es un antiguo complejo monástico olivetano ubicado en la localidad del mismo nombre, dentro del territorio del municipio de Pienza, en la provincia de Siena.
Actualmente, el monasterio se utiliza como granja y es administrada por la diócesis de Montepulciano-Chiusi-Pienza, mientras que la iglesia anexa, aun consagrada, es la sede de la parroquia de Sant'Anna en Camprena.

## Historia
En 1324, San Bernardo Tolomei, fundador de la abadía de Santa Maria di Monte Oliveto (olivetanos) y de la homónima congregación Benedictina, fundó una ermita cerca de Castelmuzio, en las tierras donadas por la noble sienesa Uguccia de Ragnoni, que era propietaria de un palacio fortificado en la zona. En 1334, un grupo de monjes de la abadía de Monte Oliveto estableció un verdadero monasterio en la ermita.
La construcción del nuevo monasterio, dependiente de Monte Oliveto, se inició a principios del siglo XV y duró hasta 1517, año en el que consagró la iglesia y fue dedicada a Santa Ana. El complejo fue restaurado entre el siglo XVII y el siglo XVIII.
En 1784, el monasterio fue suprimido y se convirtió en la sede de una parroquia de la diócesis de Pienza dependiente de la iglesia parroquial de Santo Stefano en Cennano, cerca de Castelmuzio, y el edificio, otrora habitado por los monjes, se convirtió en casa parroquial. En 1833, la parroquia tenía 108 habitantes.
Después de haber sido la residencia de verano del seminario de Pienza, a finales del siglo XX, el monasterio se convirtió en una granja administrada por la diócesis de Montepulciano-Chiusi-Pienza.
En 1996, algunas escenas de la película El Paciente Inglés (The English Patient), dirigida por Anthony Minghella, fueron filmadas dentro del monasterio.

## Descripción
El complejo monástico de Sant'Anna in Camprena está formado por la iglesia de la abadía, el monasterio adyacente y un pequeño cementerio, ubicado detrás de la iglesia.

### Iglesia
La iglesia, dedicada a Santa Ana, fue terminada y consagrada en 1517, manteniendo sus características originales durante los siglos siguientes.

#### Exterior

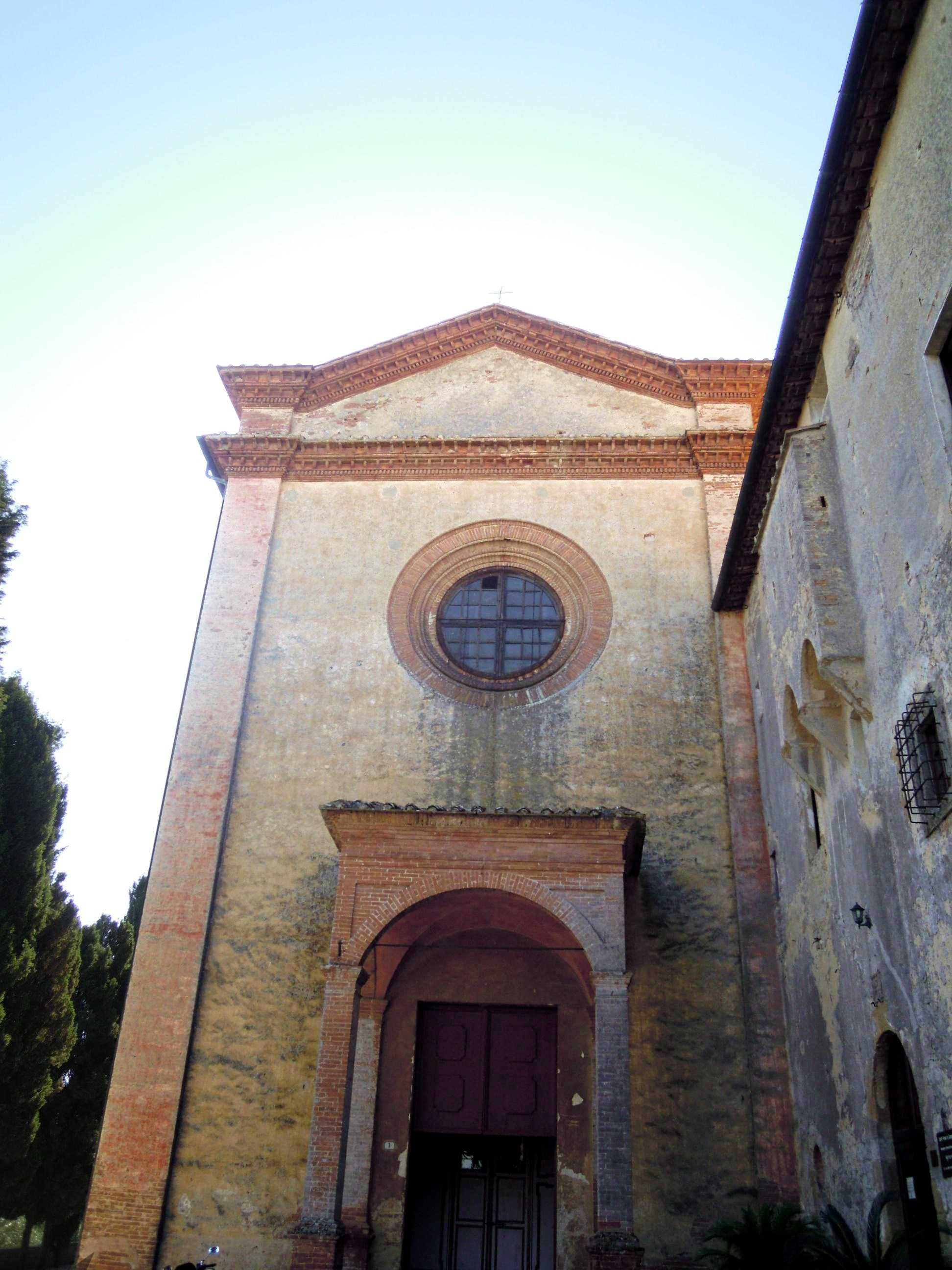
Fachada de la Iglesia

La fachada de la iglesia, apretada entre dos pilastras de ladrillo y cubierta con escayola clara, es una choza y está precedida por un parque rectangular, que también domina el monasterio. El pórtico de entrada, único y sin luneta o marco, tiene dos puertas de madera con relieves simples. Delante hay un porche de ladrillo de planta cuadrangular, cubierto con una bóveda de crucería sostenida por cuatro pilares. En la parte superior de la fachada hay una rosetón, y es rematada por un frontón triangular y una doble cornisa.
Los laterales de la iglesia y el crucero están desprovistos de elementos decorativos y presentan, como la fachada, una cara vista de yeso que alterna con pilastras de ladrillo. En el centro de cada una de las dos caras del crucero, no hay frontón, pero si que encontramos un rosetón.
Al lado izquierdo de la iglesia se alza el campanario, originario del siglo XV, que tiene planta cuadrada. En su parte inferior hay ventanas de hendidura y en la parte inferior el campanario como tal. Este se abre al exterior en cada uno de los cuatro lados mediante bíforas con pilares en el centro. El techo del campanario es de terracota.

#### Interior

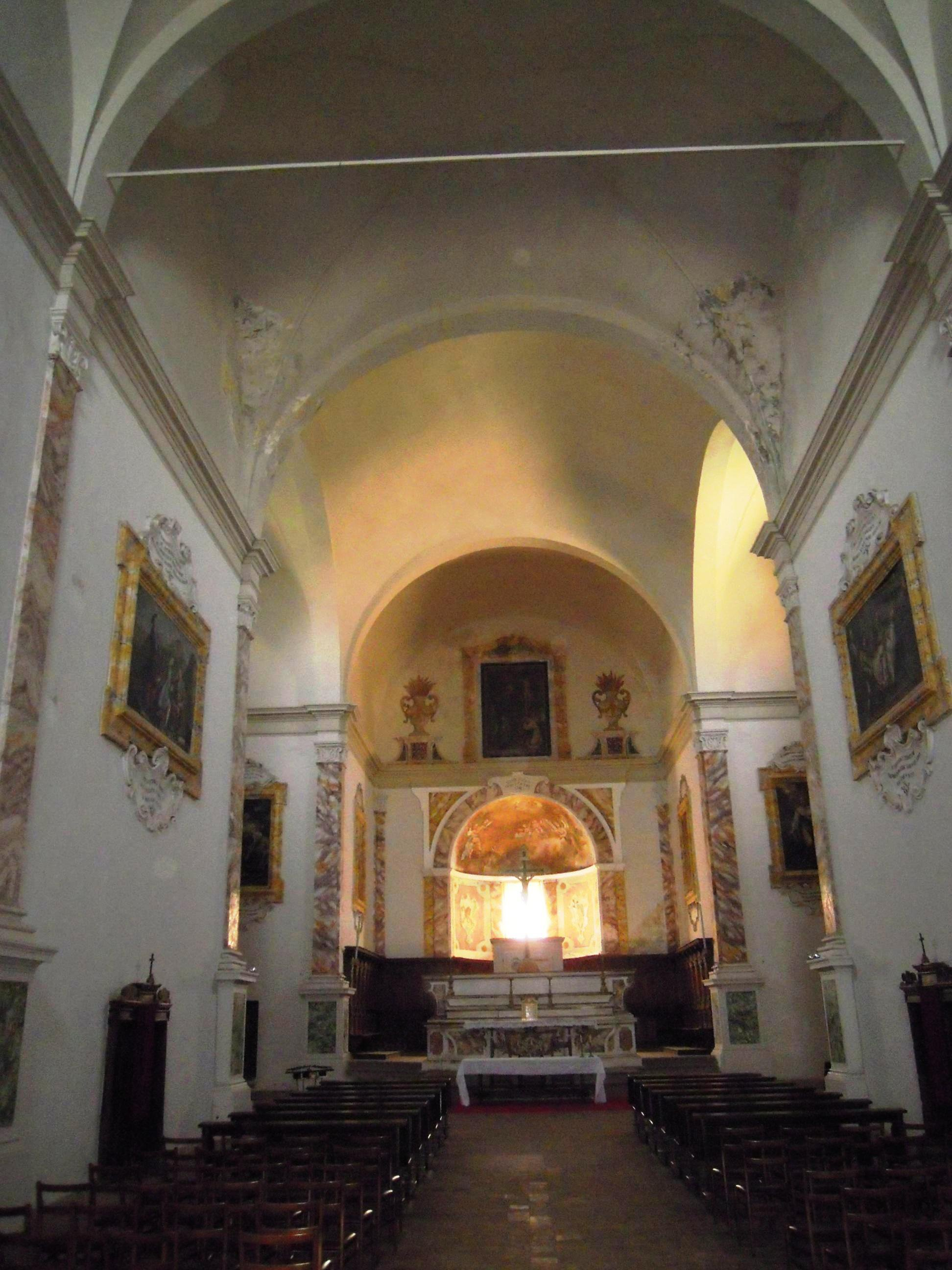
Interior de la iglesia

El interior de la iglesia tiene una planta de cruz latina, con una sola nave, un crucero sobresaliente y un coro cuadrangular con un pequeño ábside semicircular.
El aula está formada por la sola nave sin capillas laterales, y está dividida en tres campatas cubiertas con una bóveda de crucería e intercaladas con arcos de medio punto, en la base de los cuales hay dos pilastras compuestas pintadas como si fueran mármol. Cerca de la contrafachada, hay una elaborada brújula barroca en madera pintada.
La sección superior está compuesta por el crucero, cubierto por una bóveda de crucería, el coro y los dos brazos del crucero. Cada uno estos brazos alberga un altar barroco pintado de estuco simulando mármol, cerca de su pared inferior. La capilla de la derecha está rematada por una pintura que representa a Santa Escolástica y el Ángel, mientras que la de la izquierda por una pintura que representa a la Virgen entronizada con el Niño y a Santa Ana entre dos monjes Olivetanos genuflexionados, copia de uno de los frescos del Monasterio de Sant'Anna in Camprena. En el brazo izquierdo del crucero, saliendo de la pared, está la pila bautismal. El presbiterio alberga el altar mayor, pintado en estuco simulando mármol, sobre el que hay un crucifijo barroco de madera. A lo largo de las paredes del coro, de una planta cuadrada y cubierto por una bóveda de crucería, y del pequeño ábside semicircular, están los asientos de madera del siglo XVI. En la cuenca del ábside se representa La Paloma del Espíritu Santo entre la gloria de los ángeles.
A lo largo de las paredes de la iglesia hay trece pinturas del siglo XVII que representan escenas de la vida de San Bernardo Tolomei.

#### Órgano

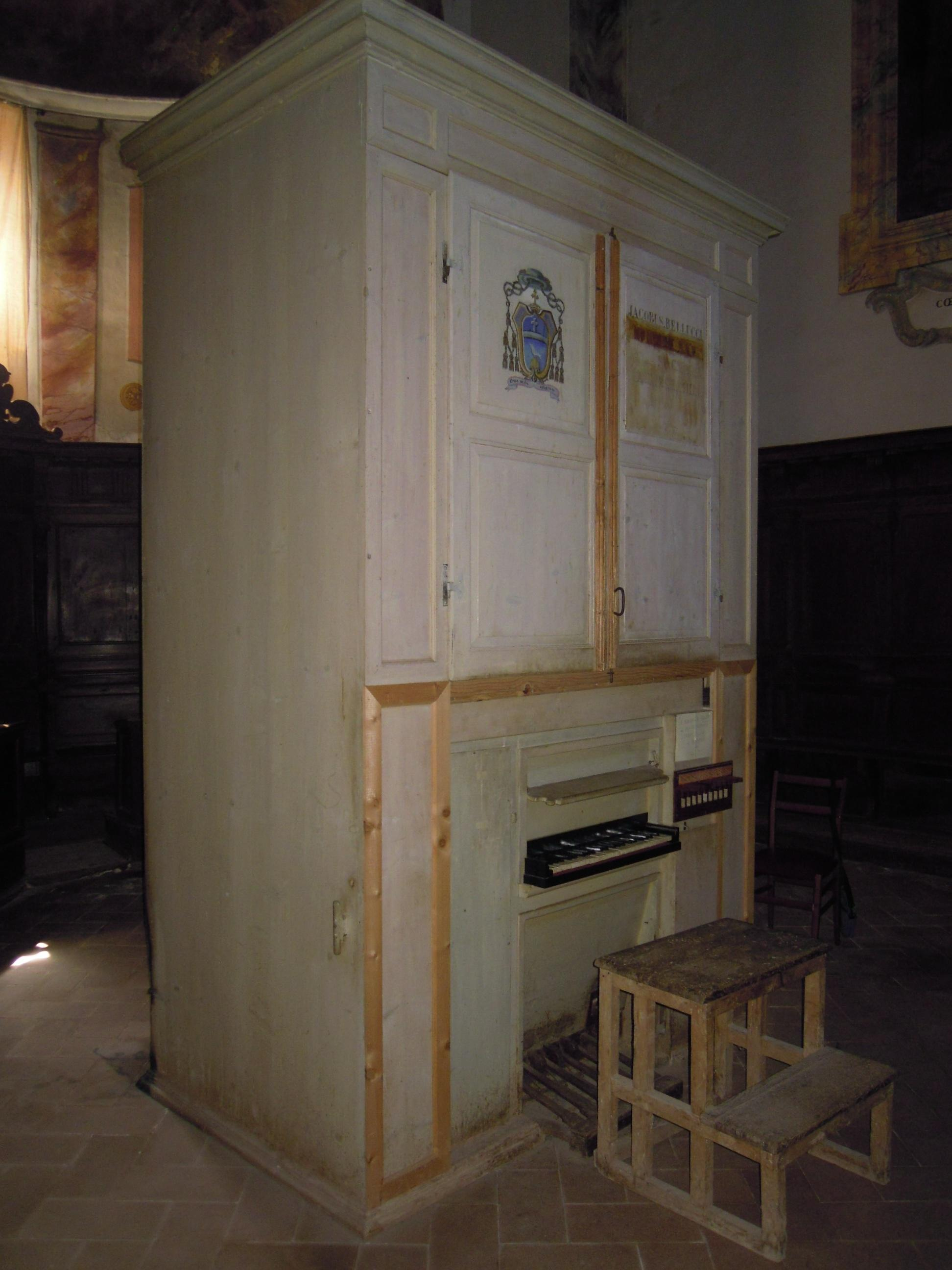
Órgano

En el centro del coro se encuentra el órgano de tubos, construido en 1788 por Filippo Tronci para la iglesia de San Francesco di Fiesole y comprado en 1914 por Giacomo Bellucci, el obispo de Chiusi y Pienza, y restaurado en esta ocasión por Onofrio Bruschi.
El mecanismo del instrumento está contenido en una caja de madera pintada de blanco con molduras y espejos. El conjunto, compuesto por tubos de órgano de principal, se cierra mediante dos puertas. En la de la izquierda aparece el escudo de armas del obispo Bellucci, y en la de la derecha un rótulo con el año de la compra por el obispo y el nombre del donante.
La consola tipo ventana tiene un solo teclado de 47 notas con una primera scavezza de octava y una pedalera con un pequeño atril de 9 notas (la décima opera el tímpano a tres tubos, pero solo con el contrabajo insertado) unida constantemente al manual. A la derecha de la pedalera están los pedales para la tercera Mano y la Tiratutti del Ripieno. Los registros son operados por esposas de desplazamiento vertical ubicadas a la derecha del teclado.
El sistema de transmisión es totalmente mecánico suspendido, con suministro de aire manual.

### Monasterio

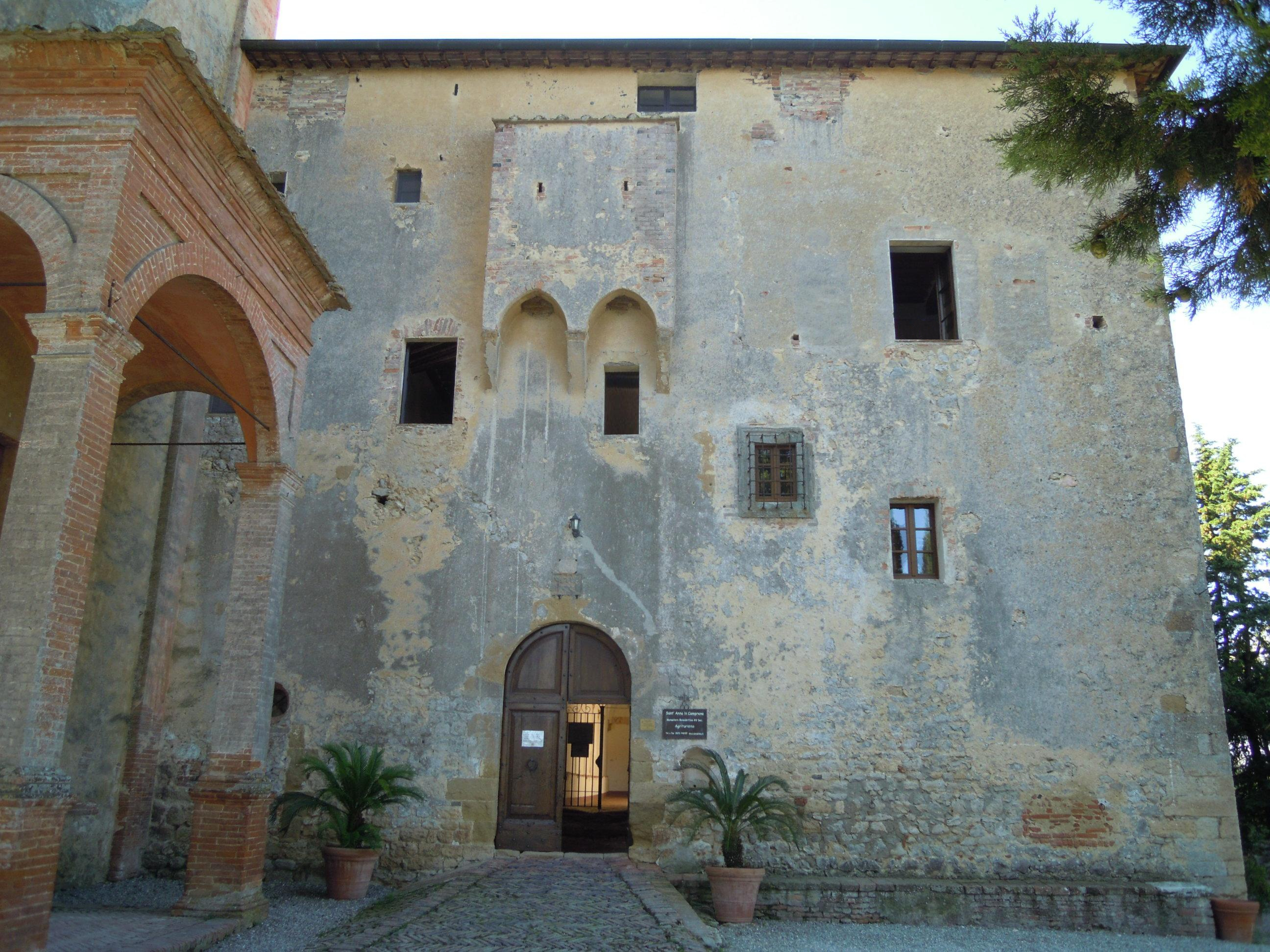
Fachada del Monasterio

El monasterio se emplaza a la derecha de la iglesia, adyacente a ella.
Su fachada principal está orientada hacia la pared más larga del cementerio y carece de decoraciones particulares. Se caracteriza principalmente por sus ventanas rectangulares de varios tamaños, dispuestas asimétricamente. En la parte inferior, se encuentra la entrada principal, formada por un arco de medio punto, con puertas de madera dobles. En la parte superior, encima de la puerta, hay una parte que sobresale de la fachada. y que descansa sobre dos bandas lombardas de forma ojival apoyadas a su vez en ménsulas.
El monasterio está construido alrededor del claustro. Este claustro, concluido en 1501 y remodelado en el siglo XVIII, tiene planta rectangular y sus cuatro galerías, cubiertas por una bóveda de cañón, se comunican con el patio central mediante ventanas con elaborados enrejados metálicos. En la esquina sur, encontramos un brocal que protege un pozo renacentista.
Detrás del monasterio, hay un gran jardín rodeado por muros. En el centro del mismo hay una fuente circular.

#### Refectorio

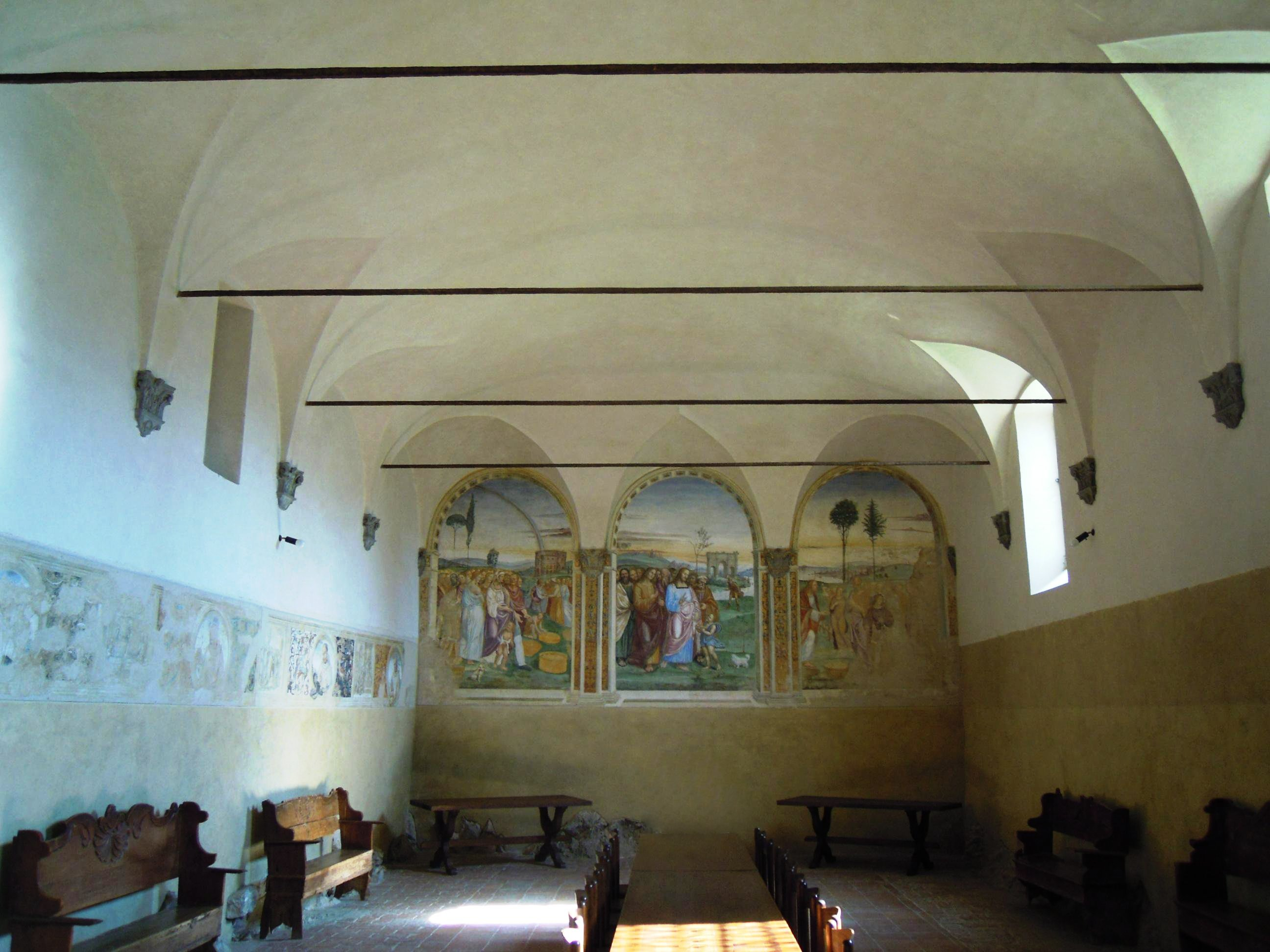
Refectorio

A lo largo de la galería sudeste del claustro, hay una zona con vistas al refectorio. La habitación, de forma rectangular, está cubierta por una bóveda de cañón con lunetas y tres lunetas en cada lado corto y siete en los lados largos. Las dos paredes de la entrada y el fondo están decoradas con frescos de Giovanni Antonio Bazzi, llamado Il Sodoma, quien también creó la decoración de grisalla de las paredes laterales donde están los Bustos de los Santos y la Historia de la vida de Santa Ana y grutescos.
Los frescos del refectorio comenzaron a realizarse el 10 de julio de 1503 y se terminaron a mediados del año siguiente. En 1970, se llevó a cabo una restauración conservadora como recuerda una placa existente dentro del mismo.
Los frescos en la pared de la entrada están separados por pilastras corintias decoradas con capiteles en relieve, que muestran los siguientes temas: a la izquierda, San Benito entronizado con ropas pontificias entre los monjes de Olivetanos en el centro La lamentación sobre Cristo muerto; a la derecha, La Virgen entronizada con el Niño y Santa Ana entre dos monjes Olivetanos genuflexionados. El arco inferior del pórtico de entrada está pintado al fresco con la Cara del Redentor, clipeado con grutescos. La pared posterior, en cambio, presenta un único fresco con La multiplicación de los panes y los peces, partido en tres partes mediante pilastras.

### Cementerio
El cementerio del monasterio está ubicado al sureste de la iglesia, algo separado de esta. El cementerio, de planta rectangular, solo tiene enterramientos en el suelo, y está rodeado por un alto muro de piedra que tiene una única entrada. Esta entrada está protegida por una puerta de hierro forjado. En el lado opuesto, está la capilla, de estilo neogótico, con una sencilla fachada a dos aguas.

## Otros Proyectos
- Wikimedia Commons alberga una galería multimedia sobre Monasterio de Sant'Anna in Camprena.